# Ravnica (Radovljica, Slovenija)
Ravnica je naselje u slovenskoj Općini Radovljici. Ravnica se nalazi u pokrajini Gorenjskoj i statističkoj regiji Gorenjskoj. 

## Stanovništvo
Prema popisu stanovništva iz 2002. godine naselje je imalo 23 stanovnika.